# Resultados do Carnaval de São Paulo em 1975
Esta página contém os resultados do Carnaval de São Paulo em 1975.

## Escolas de samba

### Grupo 1
Classificação
| Legenda: Campeã Rebaixada |

| Col. | Escola                | Enredo                                                | Pontos |
| ---- | --------------------- | ----------------------------------------------------- | ------ |
| 1    | Camisa Verde e Branco | Tropicália                                            | 88,0   |
| 2    | Rosas de Ouro         | Rosas de Ouro na Rua                                  | 78,0   |
| 3    | Mocidade Alegre       | No Alto do Caaguaçu - Avenida Paulista Antes e Depois | 78,0   |
| 4    | Nenê de Vila Matilde  | Exaltação às Raças de um Brasil Gigante               | 76,0   |
| 5    | Vai-Vai               | O Guarani                                             | 67,0   |
| 6    | Império do Cambuci    | São Paulo e Seus Poetas                               | 66,0   |
| 7    | Unidos do Peruche     | Felipe Mina, o Senhor dos Diamantes                   | 56,0   |
| 8    | Morro da Casa Verde   | Serenata                                              | 50,0   |
| 9    | Paulistano da Glória  | Histórias de Um Preto Velho                           | 34,0   |
| 10   | Lavapés               | Brasil em Três Tempos                                 |        |

### Grupo 2
Classificação
| Legenda: Promovida |

| Col. | Escola                      | Enredo                                          | Pontos |
| ---- | --------------------------- | ----------------------------------------------- | ------ |
| 1    | Pérola Negra                | São Paulo de Adoniran Barbosa                   | 82,0   |
| 2    | Príncipe Negro              | Epopéia Negra                                   | 60,0   |
| 3    | Tom Maior                   | Pirulito que bate-bate na cabeça de um sonhador | 52,0   |
| 4    | Cabeções de Vila Prudente   | História da Mãe D'Agua                          | 54,0   |
| 5    | Unidos de Vila Maria        | A Coroa de Chico Rei                            | 51,0   |
| 6    | Falcão do Morro Itaquerense |                                                 | 48,0   |
| 7    | Acadêmicos do Tatuapé       | Viagem à Hiléia brasileira                      | 31,0   |
| 8    | Fio de Ouro                 | De Zé Pereira a Rei Momo                        | 20,0   |

### Grupo 3
Classificação
| Legenda: Promovida |

| Col. | Escola                           | Enredo                                                | Pontos |
| ---- | -------------------------------- | ----------------------------------------------------- | ------ |
| 1    | Barroca Zona Sul                 | Primeira Chegada dos Escravos                         | 71,0   |
| 2    | Meninos Lá de Casa               | Carnaval em Tempo de Nostalgia                        |        |
| 3    | Acadêmicos do Ipiranga           | Sabará - Terra do Ouro                                | 62,0   |
| 4    | Unidos do Bom Retiro             |                                                       |        |
| 5    | Primeira de Vila Carolina        | As 200 Milhas                                         | 52,0   |
| 6    | Garotos da Chácara Santo Antônio |                                                       |        |
| 7    | Unidos da Galvão Bueno           | Sambistas do Passado no Reino das Flores              |        |
| 8    | Folha Azul dos Marujos           | Exaltação a Marinha de Guerra do Nosso Brasil Gigante | 46,0   |
| 9    | Império Lapeano                  | Relembrando Velhos Carnavais                          | 46,0   |
| 10   | Primeira do Itaim                | Retrato do Brasil                                     | 46,0   |
| 11   | Flor de Maio                     | No Reino da Cantoria                                  |        |
| 12   | Cachoeira Império do Samba       | Relembrando Velhos Carnavais                          | 36,0   |
| 13   | Prova de Fogo                    | Tempos de Pierrot e Colombina                         | 29,0   |
| 14   | Sandália de Prata                |                                                       |        |